# La Voz de los Vientos
La Voz de los Vientos (XECOPA-AM) llamada Chk'opoj ta ik' en tsostil y Sawa' is 'yore en zoque, es una estación de radio indígena ubicada en Copainalá, Chiapas, México que transmite programación en tsotsil, zoque y español operada por el Sistema de Radiodifusoras Culturales Indígenas (SRCI) del Instituto Nacional de los Pueblos Indígenas.
Entre su programación se transmite música y danzas tradicionales de los pueblos tsotsiles y zoques. La emisora es una muestra de las expresiones culturales del municipio de Copainalá y del estado de Chiapas, desde su fundación se ha puesto como objetivo la preservación de la música tradicional y el fomento al uso de las lenguas indígenas de la región.
Se transmite en radio por la frecuencia 1210 AM y en internet como parte de Ecos Indígenas, una plataforma de radio del Instituto Nacional de los Pueblos Indígenas que aglutina las 22 emisoras que integran el Sistema de Radiodifusoras Culturales Indígenas.

## Cobertura
La emisora se centra principalmente en Copainalá o Pokiomä en lengua zoque, en la cobertura teórica se encuentran 39 municipios del estado de Chiapas con una población estimada de 1,432,249 personas, de las cuales 368,689 son hablantes de una lengua indígena o señalan pertenecer a un pueblo indígena. 
Chiapas como otros estados del sureste mexicano, tiene una composición pluriétnica y pluricultural. A través de estudios estadísticos se ha establecido que del 24 al 32% de la población (de 979,614 a 1 millón 266 mil 43 personas) pertenece a un pueblo indígena. De acuerdo al Conteo General de Población y Vivienda del INEGI en 2005.

## Historia
La radiodifusora fue fundada en Copainalá, un pueblo de tradición zoque el 17 de julio de 1997 como parte del Sistema de Radiodifusoras Culturales Indígenas.